# Nombre de capillarité
Ne doit pas être confondu avec Nombre capillaire.
Le nombre de capillarité {\displaystyle (Cap)} est un nombre sans dimension utilisé en mécanique des fluides. Il est utilisé pour caractériser les flux biphasiques au travers de milieu poreux. Il représente le rapport entre les forces capillaires et les forces de filtration.
On le définit de la manière suivante :
{\displaystyle Cap={\frac {\sigma \;k^{0{,}5}}{L_{c}\;v\;\mu }}}
avec :
- σ - tension superficielle
- k - perméabilité du milieu
- Lc - longueur caractéristique
- v - vitesse
- μ - viscosité dynamique